# Cicely Hamilton

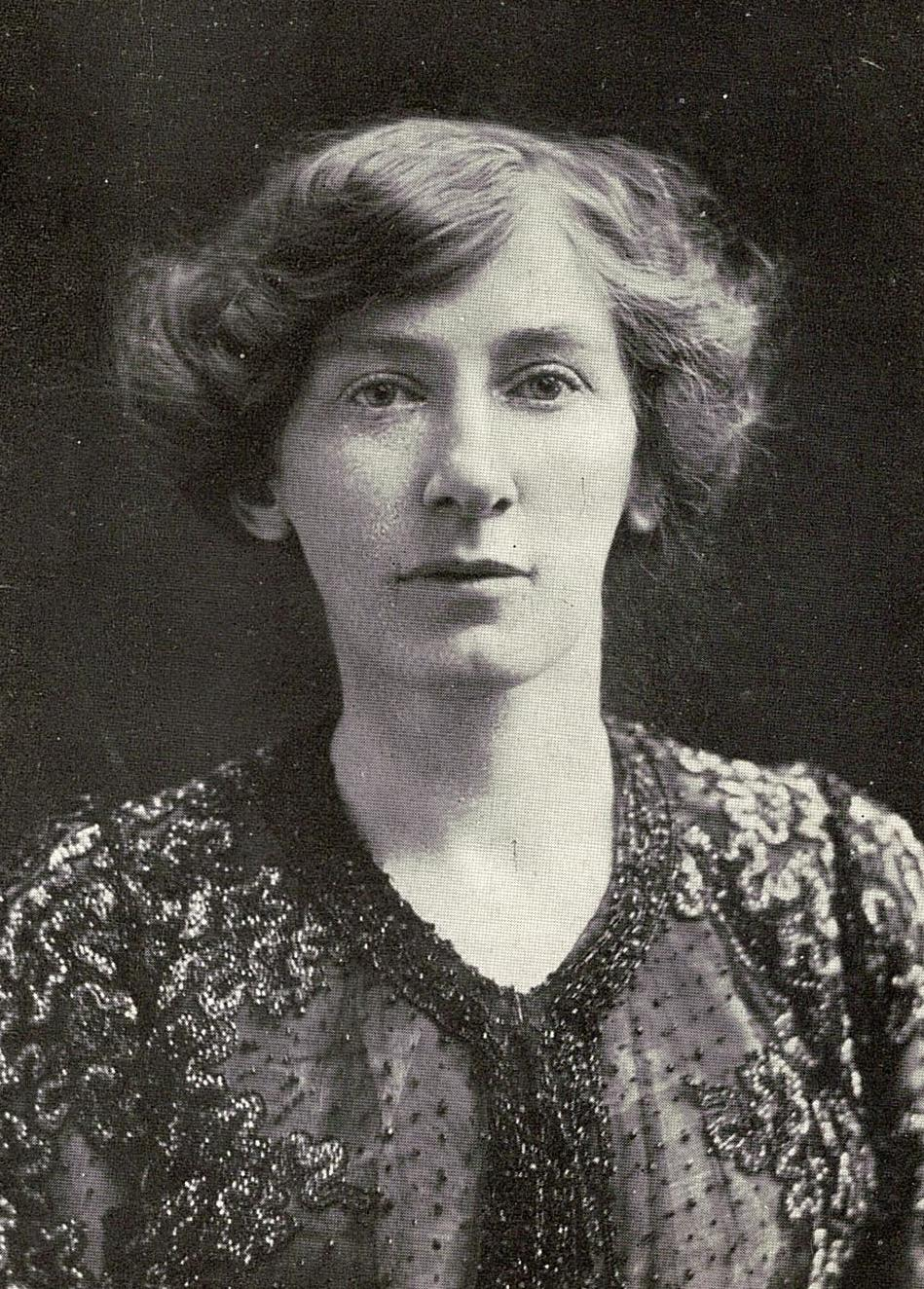
Cicely Hamilton 1907

Cicely M. Hamilton (geb. Hammill, *15. Juni 1872 in Paddington (London); † 6. Dezember 1952 in Portugal) war eine britische Schauspielerin, Autorin, Journalistin, Suffragette und eine Feministin. Bekannt ist ihr Theaterstück How the Vote was won, in dem ein männlicher Gegner der Suffragetten seine Meinung ändert, als die Frauen in seinem Leben streiken. Hamilton ist zudem Autorin von A Peagent of Great Women (1909), einem der am häufigsten gespielten Stücke über die Suffragetten, in dem die Figur der Jane Austen der Gruppe „The Learned Women“ (der gelehrten Frauen) zugeordnet wurde.

## Leben
Cicely Hammill wurde 1872 als ältestes von vier Kindern geboren. Ihr Vater war Denzil Hammill, ihre Mutter Maude Mary Piers. Als ihre Mutter verschwand, wurde die 10-jährige Cicely von Pflegeeltern aufgezogen. Sie erhielt zunächst eine Ausbildung als Lehrerin in Malvern in Worcestershire, schloss sich aber dann einer Theater-Wandertruppe an. Aus Rücksicht auf ihre Familie nahm sie das Pseudonym „Cicely Hamilton“ an. 1897 schloss sie sich der Shakespeare-Theatergruppe an, die von dem amerikanischen Schauspieler Conway Tearle geleitet wurde. Sie spielte die Gertrude in Hamlet, die Emilia in Othello und war eine der Hexen in Macbeth. Hammill wurde besonders gelobt für ihre Rolle in Fannys erstes Stück (Original: Fanny’s First Play) von George Bernard Shaw.
Cicely Hamilton schrieb zudem Theaterstücke mit feministischen Themen und hatte einige Erfolge.
1908 gründeten sie und Bessie Hatton die Women Writer's Suffrage League, die 400 Mitglieder zählte. Zu ihr gehörten u. a. Ivy Compton-Burnett, Sarah Grand, Violet Hunt, Marie Belloc Lowndes, Alice Meynell, Olive Schreiner, Evelyn Jane Sharp, May Sinclair und Margaret Louisa Woods, aber sie hatten auch viele prominente männliche Unterstützer. Sie produzierten Literatur für den Kampf für die Frauenrechte.
Cicely Hamilton lieferte den Text zum The March of the Women, den Ethel Smyth 1910 für die Women’s Social and Political Union komponierte.
In Zeiten ohne Radio waren kurze Theaterstücke ein effektiver Weg um eine politische Aussage zu verbreiten und zu diskutieren. Diese Theaterstücke wurden überall in Großbritannien aufgeführt. So wurde das Suffrage Drama erfunden. Votes for Women von Elizabeth Robins und Cicely Hamilton und How the Vote Was Won von Christopher St. John’s sind zwei wichtige Beispiele. Hamilton schrieb 1910 A Pageant of Great Women, ein sehr erfolgreiches Suffragetten-Theaterstück. Die Idee dafür hatte ihre Freundin, die Theaterdirektorin Edith Craig. Hamilton spielte in dem Stück die Frau, während Craig die Tiermalerin Rosa Bonheur spielte, eine der etwa 50 berühmten Frauen in dem Stück. Das Stück wurde von 1909 bis zum Ersten Weltkrieg überall in Großbritannien aufgeführt. Cicely Hamilton war Mitglied von Craigs Theatertruppe, den Pioneer Players. Ihr Stück Jack and Jill and a Friend wurde von der Truppe 1911 aufgeführt.
Während des Ersten Weltkriegs arbeitete Hamilton zunächst in der britischen Organisation für Pflegekräfte und trat dann als Hilfskraft der Armee bei. Später gründete sie eine Theatergruppe, um die Truppen zu unterhalten.
Nach dem Krieg schrieb sie als selbständige Journalistin, speziell zum Thema Geburtenkontrolle. Hamilton schrieb regelmäßig für die Time und Time Magazine. Sie war ein aktives Mitglied der feministischen Six Point Group. Und sie arbeitete als Dramatikerin für die Birmingham Repertory Company.
1922 schrieb Hamilton Theodore Savage (1928 Lest Ye Die), einen Science-Fiction-Roman über ein vom Krieg verwüstetes Großbritannien.
Seit 1938 erhielt sie eine Zivillistenrente.
Im Juli 2017 spielte das Finborough Theater Hamiltons Stück Just to Get Married als erstes Londoner Theater nach 100 Jahren. Es erhielt positive Kritiken von The Times, The Observer, vom Evening Standard und von The New York Times.

## Werke

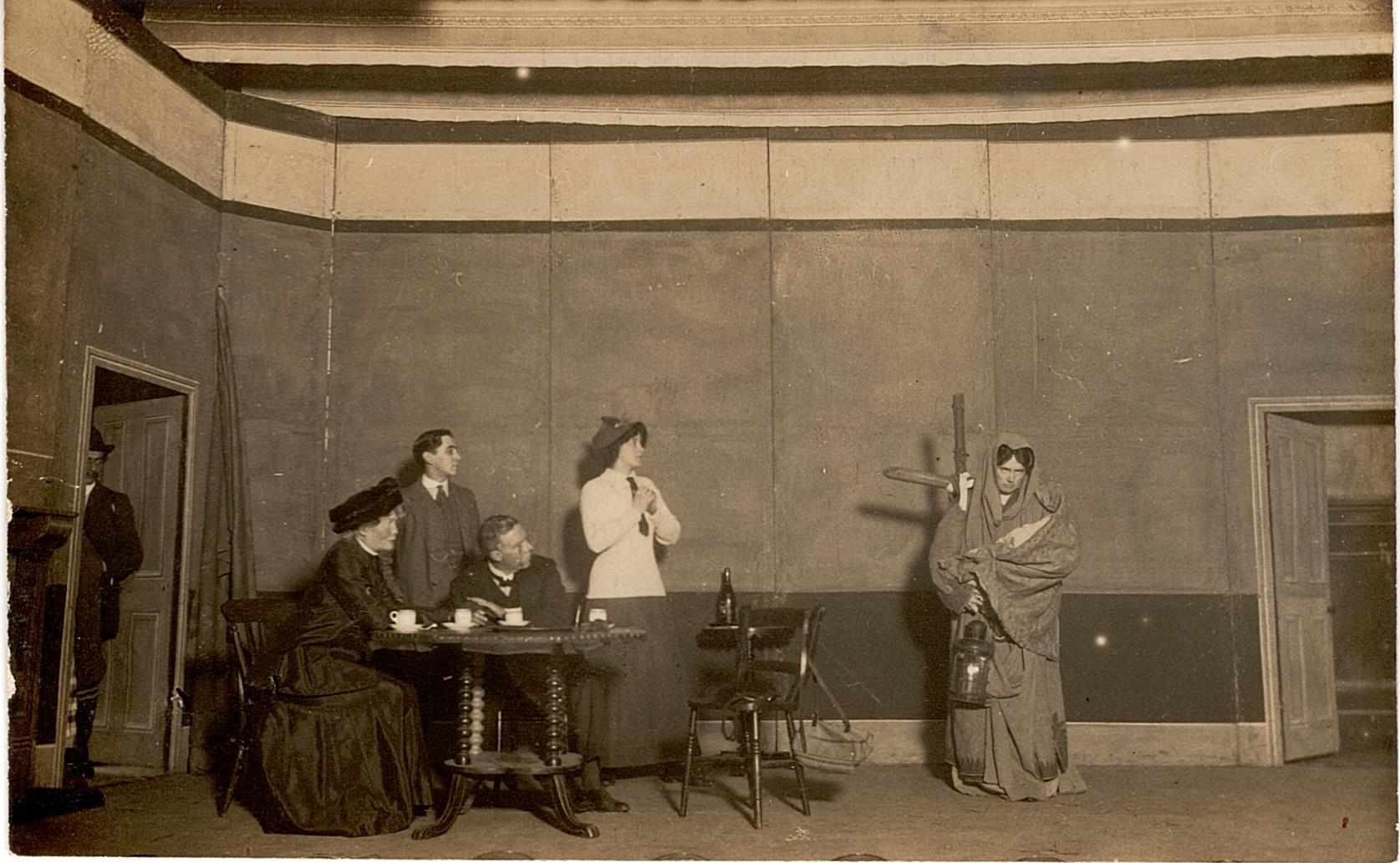
Wahrscheinlich 'A Pageant of Great Women' mit der Schauspielerin Franchise League

### Theaterstücke
- The Traveller Returns (1906)
- Diana of Dobson's (1908)
- How the Vote was Won (1909)
- A Pageant of Great Women (1910)
- Just to Get Married (1911)
- Jack and Jill and a Friend (1911)
- The Child in Flanders: A Nativity Play (1922)

- The Old Adam (1924)
- The Beggar Prince (1944)

### Romane, Literatur
- Women’s Votes (1908)
- Marriage as a Trade (1909)
- William - an Englishman (1920) (Neuauflage Persephone Books 1999)
- Theodore Savage: A Story of the Past or the Future (1922)
- Non-Combatant (1924)
- The Human Factor (1925)
- The Old Vic (1926) zusammen mit Lilian Baylis
- Lest Ye Die (1928)
- Modern Germanies, as seen by an Englishwoman (1931) (Eine Engländerin entdeckt Deutschland, Stuttgart 1932)
- Modern Italy, as seen by an Englishwoman (1932)
- Modern France, as seen by an Englishwoman (1933)
- Little Arthur's History of the Twentieth Century (1933)
- Modern Russia, as seen by an Englishwoman (1934)
- Modern Austria, as seen by an Englishwoman (1935)
- Life Errant (1935) (Autobiografie)
- Modern Ireland, as seen by an Englishwoman (1936)
- Modern Scotland, as seen by an Englishwoman (1937)
- Modern England, as seen by an Englishwoman (1938)
- Modern Sweden, as seen by an Englishwoman (1939)
- The Englishwoman (1940)
- Lament for Democracy (1940)
- Holland To-day (1950)